# Adlinda (cráter de Calisto)

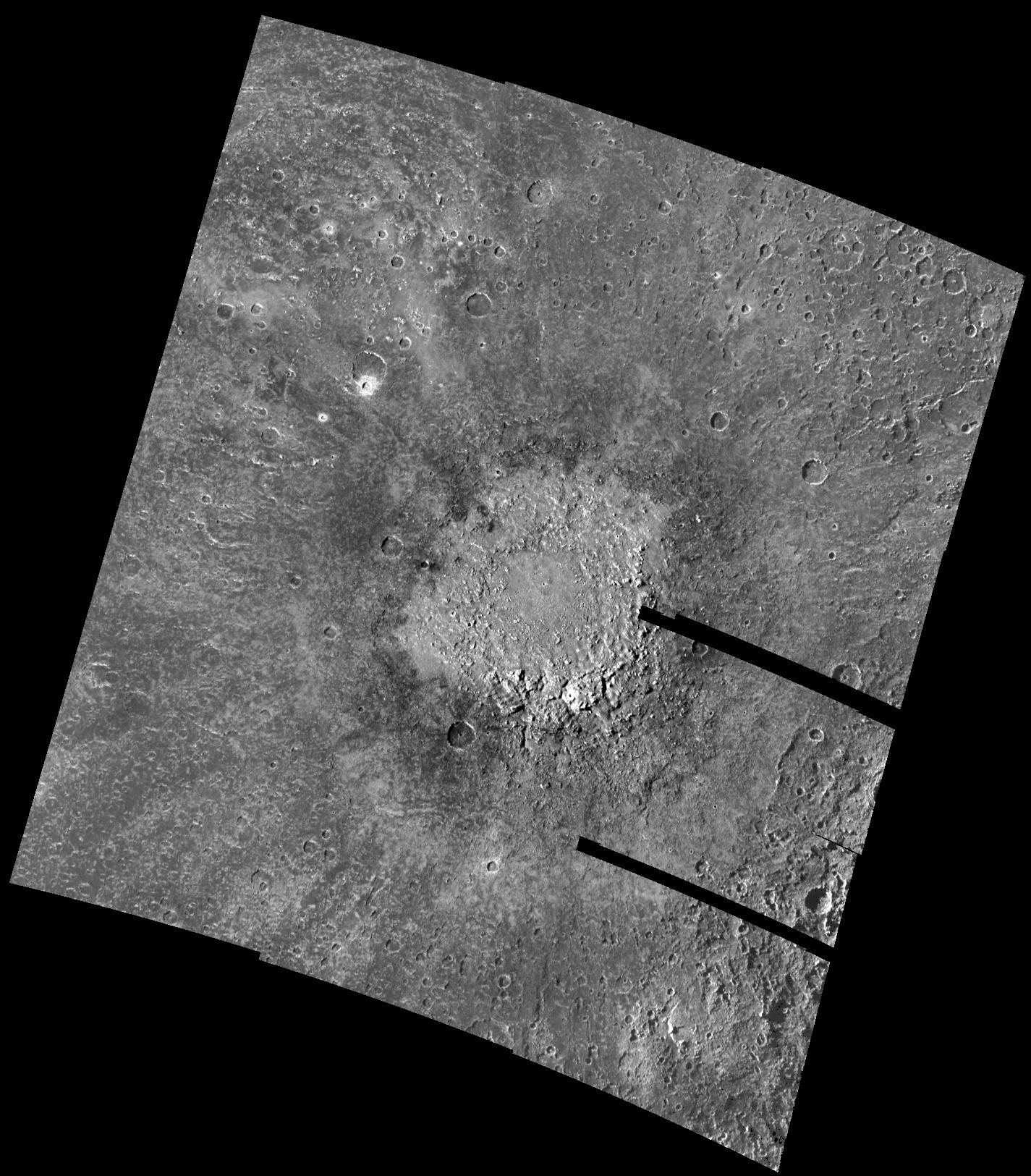
El cráter Lofn está en el centro de la imagen. En la esquina,arriba a la izquierda, la estructura multianular de Adlinda es ligeramente visible.

Adlinda es el tercer mayor cráter de impacto multianular de Calisto. Mide alrededor de 1000 km de diámetro. Su nombre proviene de la mitología inuit.
El joven y gran cráter de impacto Lofn está superpuesto en Adlinda. Los depósitos brillantes de este cráter cubren aproximadamente el 30% de la superficie de Adlinda, lo que dificulta el estudio de este último.